# Occupation de l'Union soviétique par l'Allemagne pendant la Seconde Guerre mondiale
L’occupation par l’Allemagne au cours de la Seconde guerre mondiale de territoires de l’ouest et du sud-ouest de l’Union soviétique sur une durée de quelques mois à 3 ans s’est accompagnée d’exactions, de l’extermination des juifs et de la déportation d’une partie de la population. Contrairement à celle de la France de 1940 à 1944 qui a inspiré une abondante littérature, de nombreux films et des études historiques, cette occupation est peu représentée.

## Le territoire occupé

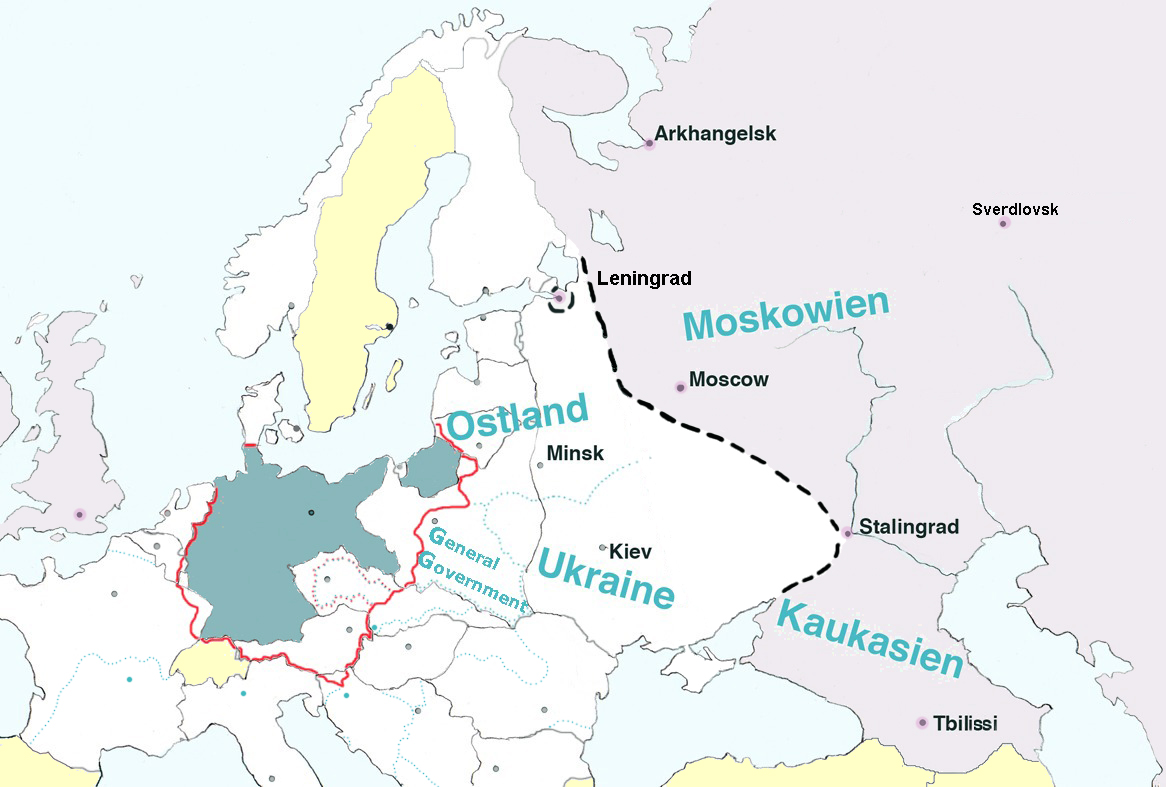
Occupation allemande de l'URSS en 1942

La zone envahie à s’étend approximativement de la frontière entre l’Allemagne et l’Union soviétique fixée par le pacte Molotov-Ribbentrop d’août 1939, ligne de départ de l'opération Barbarossa à l’ouest le 22 juin 1941, et l’avancée extrême de la Wehrmacht en décembre 1941 à l’est, excluant la région autour d’Odessa annexée par la Roumanie.
Cet ensemble comprenait ;

Partition territoriale par application du pacte germano-soviétique

- d'une part, à l'ouest, les territoires annexés par l'URSS à partir de septembre 1939 et soviétisés (nationalisation des entreprises, collectivisations) avec déportations de populations à l'est de l'URSS ;
  - la Galicie qui faisait partie de l'Autriche-Hongrie jusqu'à la Première guerre mondiale puis de la Pologne rattachée à la République socialiste soviétique d'Ukraine,
  - d'autres régions de la Pologne orientale intégrées à la République socialiste soviétique de Biélorussie
  - les anciens États baltes, Lituanie, Estonie et Lettonie,
- d'autre part, plus à l'est, une partie du territoire de l'URSS avant l'annexion de septembre 1939.

Le territoire occupé comprenait la totalité de l’Ukraine et de la Biélorussie, des régions ouest de la Russie et, pour une période de quelques mois le Caucase du nord, soit un territoire total de  1 600 000 km2 peuplé de 65 000 000 habitants après l’évacuation de 17 000 000 habitants en majorité ouvriers.

### Évacuation
Un conseil de l’évacuation est mis en place 2 jours après l’invasion.
De 30 à 40 % des ouvriers sont évacués, avec des installations représentant environ 13 % des capacités industrielles de l’URSS. Une grande partie de l’encadrement administratif, des dirigeants de l’économie et des membres du parti sont également évacués.
Ainsi, début août 1941, 350 000 habitants de Kiev ont été évacués avec le démontage de 197 grandes entreprises.
En 6 mois (juillet 1941-janvier 1942) 1 500 grandes entreprises industrielles sont transférées à l'est, 2 600 à la fin de 1942
Après ces évacuations et la mobilisation des hommes dans l’armée, la population dans les territoires occupés comprend une majorité de femmes, d’enfants et de vieillards.
Ces territoires produisaient 36  % des céréales, 84  % du sucre, 60  %  du charbon de l'URSS en 1940, le bétail comprenait 60  %  des porcs, 15 millions de vaches sur 27.
19 800 000 ouvriers étaient présents en URSS derrière la ligne de front en novembre 1941 contre 31 200 000 dans l'ensemble de l'Union soviétique en 1940.

### Durée de l’occupation
La durée de l’occupation varie de quelques mois dans le Caucase (Maïkop du 9 août 1942 au 29 janvier 1943, Mont Elbrouz du 14 août 1942 au janvier 1943, Naltchik du 28 octobre 1942 au 3 janvier 1943, Novorossiïsk 6 septembre 1942 16 septembre 1943) à 3 années dans les régions ouest de la Biélorussie (Minsk du 9 juillet 1941 au 3 juillet 1944, Brest-Litovsk du 29 juin 1941 au 28 juillet 1944).
La ligne de front ayant relativement peu évolué de décembre 1941 à août 1943 à l’exception de la conquête du nord Caucase par l’armée allemande de l’automne 1942 à février 1943 et de fluctuations au centre, l'occupation a duré environ 2 ans pour la plus grande partie de l’Ukraine et de l’ouest de la Russie (Smolensk du 16 juillet 1941 au 25 septembre 1943, Kiev du 19 septembre 1941 au 6 novembre 1943, Kharkiv du 25 octobre 1941 au 23 août 1943).

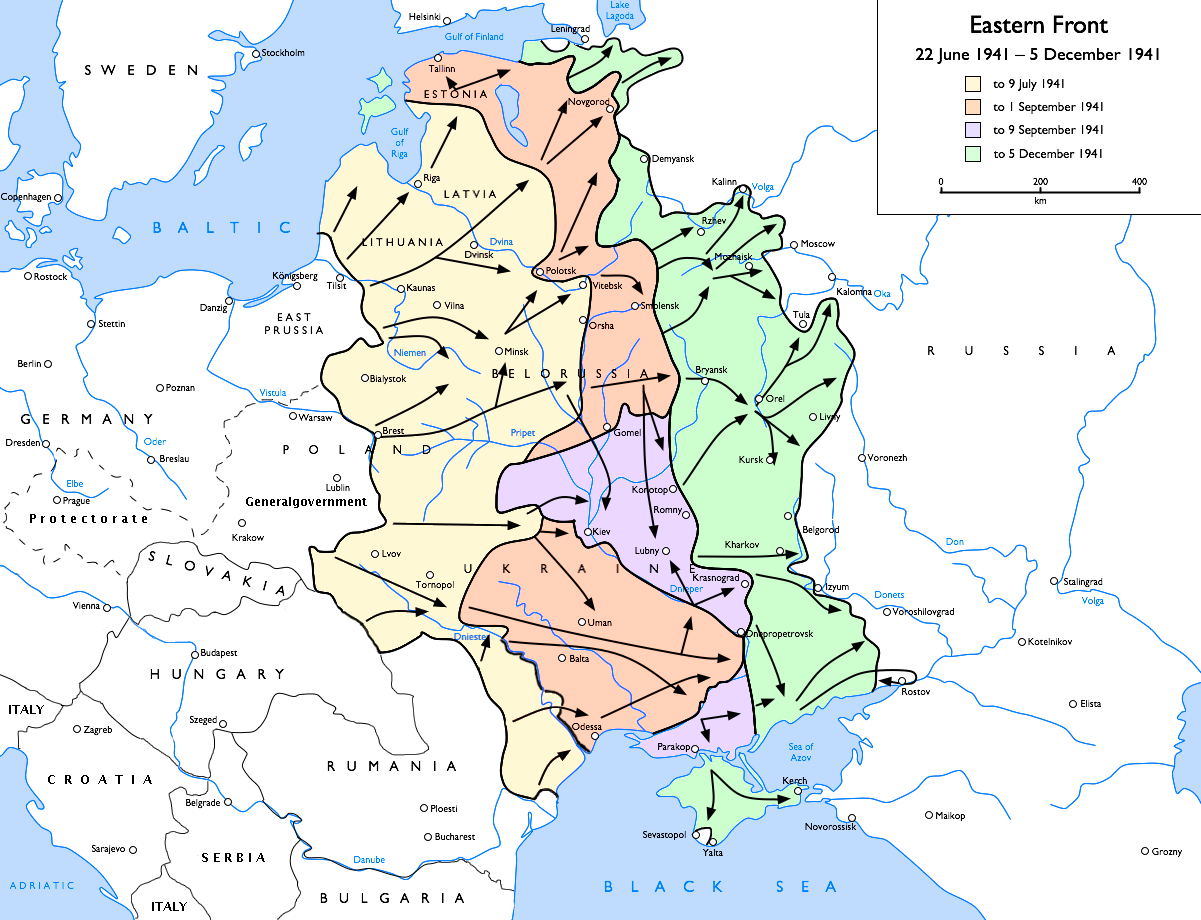
Front de juin à décembre 1941
décembre 1941-mai 1942
mai 1942-novembre 1942
novembre 1942-mars 1943
février 1943-août 1943
août 1943-décembre 1944

## Administration des territoires

### Zone sous administration militaire
Cette zone à l’arrière du front s'étendant sur les territoires de l’ouest de la Russie, de l’est de l’Ukraine et de la Biélorussie, pour quelques mois le Nord du Caucase atteint à son extension maximale environ 1 000 000 km2 et une population de plus de 25 000 000 habitants. Elle comprenait 3 secteurs ;
- la zone de combat d'une profondeur de 10 à 20 km  avec 75 %  des effectifs de l'armée.
- la zone de l'arrière des armées d'une profondeur de 50 km ou plus où se trouvaient les services de l'administration, de l'intendance, de santé, les camps de prisonniers (20 % des effectifs militaires).
- la zone arrière des groupes d'armées d'une profondeur de 100 à 500 km avec moins de 100 000 hommes pour assurer la sécurité.

Les commandants des 12 armées administrent chacun un secteur de 10 000 km2 à 40 000 km2 disposant d'un peu plus d'une division pour assurer la sécurité, ceux des 3 ou 4 groupes d'armées de 80 000 km2 à 200 000 km2 avec deux ou trois divisions de sécurité assistées par la gendarmerie militaire et la police militaire secrète. Les commandants disposaient d'une assez grande autonomie concernant le traitement de la population civile et l'organisation administrative dans leur secteur.
Dans le secteur sous autorité militaire, l'armée recrute une police auxiliaire parmi les membres de milices anti-communistes puis parmi des prisonniers non russes libérés dont une partie doivent s'engager dans la Wehrmacht. Les unités auxiliaires comptent 370 000 hommes fin 1943 auxquels s'ajoutent 20 000 auxiliaires (Hilfwillige ou Hiwi).
Par ailleurs de nombreux civils travaillent pour l'armée (780 000 à l'été 1942).
L'armée se nourrit sur les ressources du pays ce qui entraine la famine de la moitié de la population.
Les actions de résistance des partisans entrainent des représailles sur la population civile.
L'évacuation forcée de 2 300 000 personnes lors du retrait de l'armée en 1943 et 1944 s'accompagne de massacres.

### Territoire sous administration civile

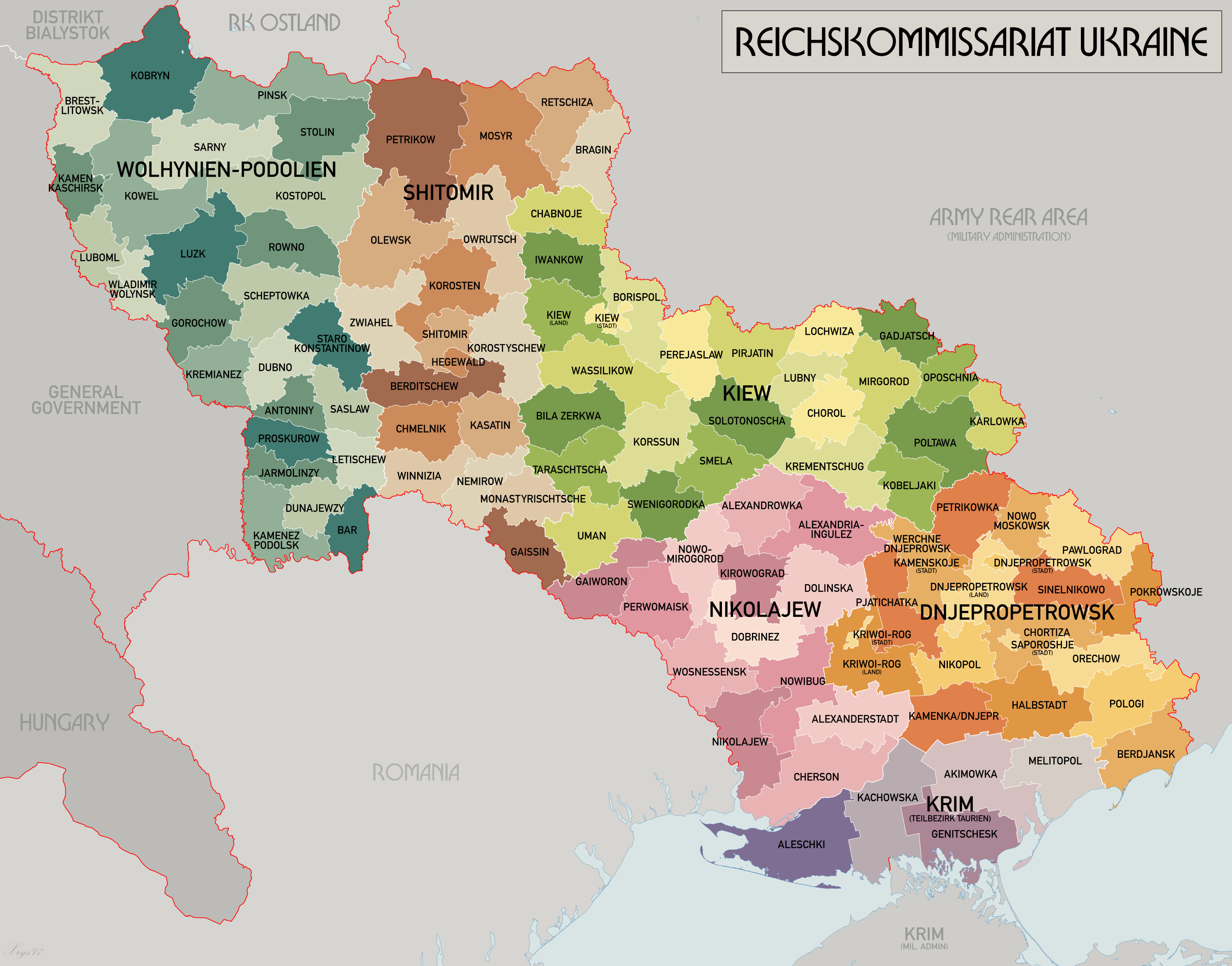
Carte du commissariat d'Ukraine

- le commissariat d’Ukraine (ReichKommissariat Ukraine) créé le 1er septembre 1941, peuplé de 17 000 000 habitants sur un territoire de 340 000 km2 en 1942. Son territoire ne correspondait qu’à une partie de la République socialiste soviétique d’Ukraine avant le pacte germano-soviétique. Il comprenait à l’ouest le sud de la Pologne envahie par l’Union soviétique en septembre 1939 et la Crimée mais non, à l’est, d’importants territoires sous administration militaire (notamment Karkov et la région du Donbass), ni au sud-ouest la région au sud du Boug méridional sous domination du régime fasciste roumain d’Antonescu comprenant la Poldavie et la ville d’Odessa (actuel oblast d’Odessa), ni la Galicie incorporée au Gouvernement général de Pologne dirigé par Hans Franck.

Le territoire du commissariat se limite donc à l’Ukraine centrale autour de Kiev augmenté du territoire de Pinsk et de la partie anciennement polonaise de la Biélorussie.

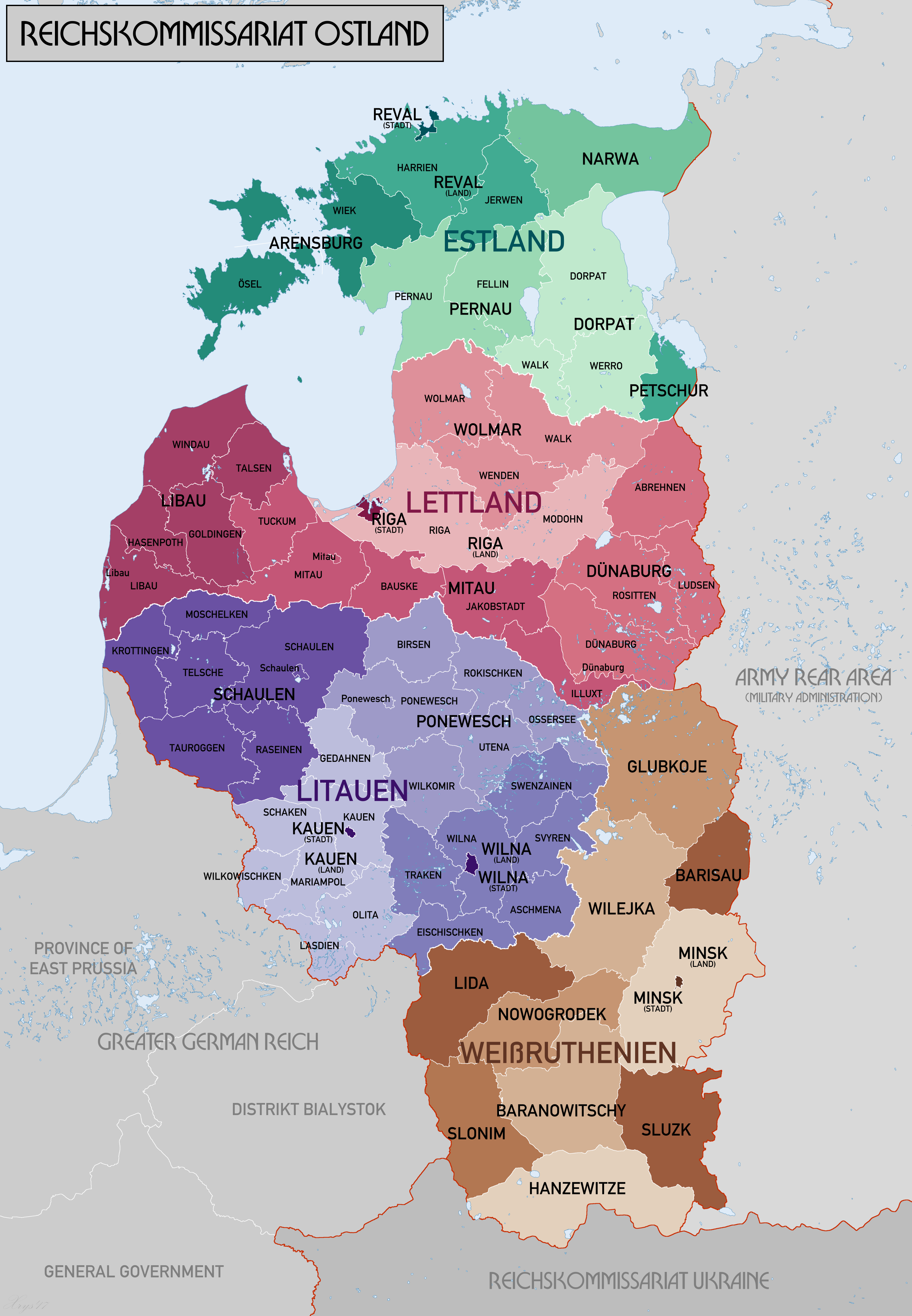
Carte du commissariat Ostland

- le commissariat Ostland (Reichskommissariat Ostland) créé le 1er septembre 1941 qui regroupait 4 commissariats généraux pour les 3 pays baltes (Lituanie, Estonie, Lettonie) et pour la Ruthénie blanche correspondant à la partie centrale de la Biélorussie, excluant à l’ouest le district de Bialystok (partie de la Pologne rattachée à la République Socialiste soviétique de Biélorussie de septembre 1939 à juin 1941 par application des accords secrets du pacte germano-soviétique et revenue dans le territoire de la Pologne en 1945) et les régions est de la Biélorussie sous administration militaire.

Les états baltes également envahis en juin 1940 en application des clauses secrètes du pacte germano-soviétique d’août 1939 soviétisés après leur invasion (collectivisation de l’agriculture, nationalisation des entreprises, déportation des élites) deviennent des Républiques socialistes soviétiques en 1945
Le commissariat était dirigé par Heinrich Lohse.
- La Galicie orientale, ou Ukraine occidentale, partie sud-est de la Pologne envahie par l’URSS en septembre 1939 intégrée dans la République socialiste soviétique d'Ukraine RSS d'Ukraine, rattachée le 1er août 1941 au gouvernement général de Pologne. La Galicie orientale revient dans la République socialiste soviétique d’Ukraine en 1945 et fait l'objet d'un échange de populations à la fin de la guerre entre la Pologne et la RSS d'Ukraine. La Galicie est moins durement traitée que le reste de l’Ukraine[8].

Le Ministère des Territoires occupés de l'Est dirigé par Alfred Rosenberg coiffait l’ensemble. Ce ministère avait peu de pouvoir.

## Plans allemands
Les dirigeants nazis partageaient une vision raciste de supériorité de la race germanique, approuvaient l’extermination des juifs et, pour la plupart, l’élimination des commissaires politiques, avec cependant des divergences concernant la politique à mener sur les territoires occupés entre 2 conceptions, contre le Kremlin appelant le Peuple à rejoindre l’Ordre nouveau et à déterminer son destin après élimination du bolchevisme et contre le peuple.
- Pour la première, contre le Kremlin, minoritaire parmi les dirigeants allemands (soutenue par Jodl et les services de propagande de l’armée), la population aurait été appelée à se rallier à la lutte contre le Kremlin dans la perspective de la création d’un État national russe en veillant à ne pas se mettre à dos la population russe par un et contre le peuple (Hitler et Bormann). La seule déclaration d'Hitler dans ce sens date du jour du déclenchement de l'invasion, le 22 juin 1941 : « le peuple allemand n’a jamais nourri de sentiments hostiles à l’égard des nationalités de Russie ».

Certains fonctionnaires du ministère des territoires occupés à l'Est proposent une étude approfondie, incluant des recherches raciales, des populations russes, notamment afin de saisir l'« âme russe » et permettre aux autorités civiles de se concilier leurs administrés. Dans le même ordre d'idées, Gotthard Heinrici, général allemand participant aux opérations sur le Front de l'Est dès 1941, place la question de la possession de la terre au centre de toute politique de conciliation de la population des territoires envahis. Tentant de rallier la population aux objectifs allemands, le ministère de Rosenberg annonce dès août 1941 certes la rétrocession de la terre aux paysans, mais aussi l'insertion des propriétés paysannes dans un cadre d'une coopérative. En Ruthénie blanche, cette modification du mode de propriété aurait concerné la totalité des terres agricoles.
Des tentatives sont mises en place lors de la conquête pour se concilier les populations civiles, la pacification des arrières du front apparaissant, aux yeux des responsables civils et militaires allemands, comme une condition indispensable à la victoire du Reich.
Quelques militaires étaient également partisans d'une auto-administration des territoires conquis, ainsi le général Rudolf Schmidt opposé au Kommissarbefehl (« Tant que les commissaires devront se défendre contre une mort certaine, ils feront bloc. [...] En revanche, si chaque commissaire sait individuellement, qu'en passant de notre côté, il peut sauver sa vie, alors la cohésion interne du commandement politique s'effondrera. Plus largement, il est beaucoup plus important de montrer un avenir positif au peuple russe »)  et créateur de la République de Lokot sur la zone arrière des deux armées sous son commandement. Il estime que le combat est mené contre les défenseurs du régime bolchevique, pas contre la population et les soldats prisonniers.
- La conception opposée, contre le peuple, celle d’Adolf Hitler, de Martin Bormann et d’Himler prévoyait la liquidation des éléments ne méritant pas de survivre (particulièrement les juifs et les commissaires politiques), la déportation vers l’est des inférieurs, l’assimilation des non allemands les plus valables autorisés à rester, l’ installation de paysans et de soldats allemands[14].

Himmler exprime cette conception en ces termes : « Notre mission à l’est n’est pas de germaniser au sens ancien du terme, c’est-à-dire d’imposer la langue et les lois allemandes à la population, mais de faire en sorte que les seuls habitants de l’Est soient de pur sang allemand. »
Le 6 août 1942 Himmler déclare au ministre italien des affaires étrangères, le comte Galeazzo Ciano : « De 20 à 30 millions de personnes mourront de faim cette année en Russie. Et c'est sans doute très bien ainsi, car certains peuples doivent être décimés ».
Le Reichskommissariat für die Festigung deutschen Volkstums (Commissariat pour le renforcement de la Germanité) prévoit l’implantation de 4 500 000 d’ariens pour la colonisation et l’expulsion de 31 000 000  d’habitants (y compris les Polonais et les baltes). Ehrard Wetzel propose de porter ce nombre à une cinquantaine de millions ce qui aurait correspondu à 64 % de la population ukrainienne et 75 % de la population biélorusse.
Les villes soviétiques seraient rasées.
Des colonies allemandes de 15 à 20 000 habitants s’installeraient à la place. Les Allemands traiteraient les Slaves comme les Nord-Américains avaient traité les Indiens.
L’organisation SS comprenait une direction des affaires raciales et de peuplement.
Le Generalplan Ost prévoyait d’implanter des colonies dans des « marches du Reich » (colonisées à 50 %) et des « bases de colonies » (colonisées à 25 %) après déportation d'une grande partie de la population.
Les premières zones choisies pour la colonisation étaient l'Ingrie, l’Estonie et la Crimée
À la suite d'un accord germano-finlandais signé le 6 octobre 1943, 65 000Finlandais quittent l’Ingrie au printemps 1944.
- Dans la conception intermédiaire défendue par Alfred Rosenberg, ministre des territoires de l’Est, l’ennemi n’était pas l’ensemble des peuples soviétiques mais uniquement les grands Russes au niveau le plus bas de la hiérarchie.

Alfred Rosenberg acceptait certaines minorités en alliées, notamment les Ukrainiens. Il souhaitait laisser une certaine autonomie à l’Ukraine et conserver des établissements d’enseignement secondaire et une université mais son programme prévoyait la destruction de la Russie en tant qu’État, son exploitation économique et son utilisation comme dépotoir d’indésirables.
Rosenberg prévoyait d’étendre l’Ukraine à l’est et au nord-est par annexion des provinces de Briansk, Koursk, Voronej, Saratov, Stalingrad.
Au-delà de cette Ukraine étendue, un ReichKommissariat de Moscovie serait créé où une politique plus dure serait appliquée.
Rosenberg prévoyait la création de ReichKommissariats du Caucase (région sd'Krasnodar, Stavropol, Astrakhan) et d’Ostland (régions de Novgorod et Smolensk).
Les Cosaques considérés comme non Untermensch seraient autorisés à se battre (lutte contre les partisans). De fait, un district cosaque autogouverné fut mis en place le 1er octobre 1942 au nord du Kouban, d’une population de 160 000 personnes bénéficiant de la liberté religieuse et de l’éducation. Cette expérience éphémère se termina avec la retraite de l’armée allemande en janvier 1943 retraite.
À cette exception près, les territoires occupés de la Grande Russie, et ceux du Nord Caucase brièvement envahis restèrent dans la zone des armées.
Les pouvoirs du Ministre très limités au début se restreignent encore au cours de la guerre.
Le 31 octobre 1944, le Ministère tente encore de créer une « communauté de travail pour l’exploration de la menace bolchevique » afin de se battre à nouveau « aux Juifs » au niveau international. Cette réunion à Prague du 31 octobre au 2 avril est sa dernière intervention.
Autres conceptions
- Erich Koch considérait l’ensemble des Slaves comme une race inférieure sans distinguer entre Russes et Ukrainiens. Sa nomination comme commissaire du Reich pour l’Ukraine fut une victoire pour Goering et Bormann contre Rosenberg. Seules les écoles primaires et quelques établissements techniques et centres de recherches (Kharkov, Moghilev, Simféripol, Smolensk) étaient autorisées[23].
- Joseph Goebbels et le ministère de la Propagande étaient partagés entre l’idéologie considérant inférieurs les Slaves et la tentative de persuader les autochtones de se ranger aux côtés de l’Allemagne[24].
- Pour Hermann Goering commissaire au plan de quatre ans  dont l’autorité avait été étendue aux territoires occupés, les administrations économiques (agences, ministères de l’Agriculture, de l’Économie) et la section économique de l’armée, « la guerre ne pourrait se poursuivre que si, en la troisième année des hostilités, la totalité des forces armées allemandes est en mesure de se ravitailler aux dépens de la Russie ; en conséquence dix millions d’hommes mourront de faim si nous prélevons sur le pays tout ce dont nous avons besoin » [25].
- Heinrich Lohse : commissaire du Reich pour l’Ostland était surtout un bureaucrate corrompu, souhaitant éviter les révoltes des populations occupées.

## Périodicité
Les rapports entre l’occupant et la population ont évolué, très schématiquement comme suit ;
1941 : hostilité de la population relativement la plus faible (les envahisseurs sont accueillis à leur arrivée comme des libérateurs par une majorité d'Ukrainiens particulièrement dans les régions ouest), collaboration malgré massacres. La résistance dans les zones occupées est encore insignifiante à la fin de l'année 1941.
1942 : besoins du Reich en matières premières et main-d’œuvre et modus vivendi avec la population. Les réquisitions de civils donnèrent l'élan du mouvement partisans majoritairement rural. Les partisans hors de contrôle des autorités soviétiques n’hésitent pas à proclamer la décollectivisation jusqu’à l’automne 42. À leur retour derrière les lignes du front, les partisans sont rééduqués avant d’être incorporés dans les unités combattantes régulières de l'armée soviétique.
1943 : exploitation, déportations et en même temps concessions pour rallier la population.
1944 : cruauté et alliance avec groupes antistaliniens.

## Collaboration
Les allemands sont secondés par entre 700 000 et 900 000 collaborateurs (jusqu’à 2 millions d’après certaines estimations)  dont 500 000 auxiliaires volontaires Hiwis (Hilfwillige) en majorité anciens prisonniers, de préférence non-slaves, 150 000 auxiliaires de police et d’administrations et 80 000 combattants dans les opérations anti partisans (majorité de Baltes et d’Ukrainiens).
Les Volkdeutsche sont privilégiés. 45 000 sont affectés à des fonctions de direction.
L’indépendance de l’Ukraine est proclamée le 30 juin 1941 à Lviv par l'Organisation des nationalistes ukrainiens (OUN) sous la direction de Stepan Bandera mais les dirigeants de l’OUN sont arrêtés malgré les protestations de Leibbrandt .
Au début de l'occupation, des nationalistes, favorables aux Allemands, publient des journaux Nova Ukrainia à Kharkov, la « Parole ukrainienne » à Kiev, un almanach littéraire « les Timbales » et un Office de Propagande ukrainienne patronné  au départ par les Allemands est créé mais ces publications sont éphémères. Leurs rédacteurs sont pour la plupart arrêtés et exécutés dès décembre 1941. La « Nouvelle Parole ukrainienne » qui prend la suite de la « Parole ukrainienne » à partir du 14 décembre 1941 n'est plus qu'un organe de propagande allemande comprenant pour partie des avis uniquement en allemand. Début 1942, l'OUN qui collaborait avec les nazis, est réprimée. De nombreux nationalistes ukrainiens sont arrêtés, le gauleiter Erich Koch étant opposé à toute autonomie de l'Ukraine contrairement au ministre des territoires de l'est Alfred Rosenberg qui y était favorable mais avait perdu le pouvoir.
Malgré les réticences des dirigeants SS ne jugeant pas dignes les Slaves de combattre, une division SS, la 14. Waffen-Grenadier-Division composée d'Ukrainiens et dirigée en majorité par des Volksdeutsche ukrainiens est créée en avril 1943. 80 000 Ukrainiens étaient volontaires pour participer à ce régiment qui comporte au maximum 27 000 hommes.

## Économie

### Villes et campagnes
Les Allemands avaient décidé de priver les villes de ravitaillement en les isolant mais ils manquaient de personnel pour les boucler et n’ont pu empêcher l’entrée de paysans qui vendaient des produits sur des marchés tolérés.
Un grand nombre d’habitants les quittèrent pour gagner les campagnes où la situation alimentaire était relativement moins précaire.
À l'entrée de l'Armée rouge à Kharkov en février 1943, la ville ne compte plus que 350 000 habitants, contre 900 000 avant la guerre, 700 000 à l'arrivée des Allemands en octobre 1941 après évacuation d'une partie de la population avec l'industrie lourde. D'après les autorités soviétiques, 120 000 habitants avaient été déportés comme travailleurs forcés, 30 000 personnes assassinées, 80 000 morts de faim et les autres réfugiés dans les campagnes environnantes.
À sa libération par l’Armée rouge le 20 juillet 1943 il ne restait que 200 habitants dans la ville de Mtsensk sur 20 000 avant la guerre, les autres s'étant réfugiés à la campagne.

### Organisation de l'économie locale
Des sociétés dépendant du gouvernement, avec participation de capital privé furent créées dans l’industrie et le négoce. En 1942-1943, un assouplissement de l’étatisme permet le développement du capital privé : des usines sidérurgiques, des fonderies, des mines et diverses entreprises furent octroyées à des firmes allemandes, notamment  Krupp, Mannesmann et Flick. Ces entreprises et les agences gouvernementales employaient des cadres administratifs et techniques venus d’Allemagne. La population locale étant exclue de la direction.
L’économie locale se limitait au commerce de détail, principalement marché « libre » alimentant les villes par échanges d’aliments et de produits manufacturés. L’administration allemande incapable de le contrôler, tolérait ce marché noir qui la déchargeait de la tâche d’assurer le ravitaillement des villes .
Les ouvriers restés sur place après les évacuations connurent des conditions très dures, prix élevés, disparition des coopératives et des services sociaux. Beaucoup regagnèrent leurs villages.
L’armée en recrutait certains parmi eux pour en faire des auxiliaires.
L’artisanat était un peu plus développé, le système russe des artels restant en vigueur.
Chaque commissariat comprenait des bureaux spécialisés, hygiène, finance, recrutement de main-d’œuvre en liaison avec les fonctionnaires locaux indigènes au plus bas niveau de la hiérarchie
14 000   Landwirtschaftführer supervisaient le travail. La plupart étaient incompétents ou dépassés par l’ampleur de la tâche et les difficultés de communication avec la population.
Les experts et le personnel administratif composés de laissés pour compte (après les autres conquêtes de l'Allemagne) étaient généralement incompétents, médiocres (surnommés Ostniete) et hautains.

### Finances
Des monopoles d’état ont été institués.
Le taux officiel était de 10 roubles pour 1 mark.
Les troupes étaient munies de coupures d’occupation « Reichkreditkassen ».
Seule l’Ukraine avait une monnaie spécifique le Karbonets valant un dixième de mark
Les impositions existantes sont maintenues avec taxe sur le chiffre d’affaires. Un impôt sur le revenu s'applique dans les pays baltes.
Des caisses de crédit sont établies avec des succursales dans les localités pour le paiement du personnel allemand et l’octroi de crédits aux collectivités

### Budget de l’Ostland pour 1943 en milliers de Reichmarks

#### Recettes
| Rubriques                                  | Montant en milliers de Reichmarks |
| ------------------------------------------ | --------------------------------- |
| Impôts                                     | 13 360                            |
| Monopoles                                  | 102 225                           |
| Subventions pour couvrir le déficit        | 440 000                           |
| Prêts à long terme pour couvrir le déficit | 796 762                           |
| Administration de tutelle                  | 16 350                            |
| Autres recettes administratives            | 46 410                            |
| Administration du contrôle des prix        | 18 062                            |
| Fermes d’État                              | 4 406                             |
| Superbénéfices sociétés allemandes         | 1 600                             |
| Total recettes                             | 1 439 576                         |

#### Dépenses
| Rubriques                                                         | Montant en milliers de Reichmarks |
| ----------------------------------------------------------------- | --------------------------------- |
| Frais de l’administration allemande                               | 44 421                            |
| Frais d’entretien des volontaires                                 | 33 347                            |
| Compensation différentielle sur le prix des biens importés        | 6 091                             |
| Compensation différentielle sur prix du matériel agricole importé | 16 358                            |
| Écoles pour Volkdeutsche                                          | 2 720                             |
| Subventions aux budgets déficitaires des districts financiers     | 5 000                             |
| Intérêts du crédit                                                | 27 232                            |
| Autres frais administratifs                                       | 8 653                             |
| Contribution pour l’armée                                         | 660 000                           |
| Contribution pour la police                                       | 120 000                           |
| Contribution pour les services techniques et organisation Todt    | 85 180                            |
| Contribution pour le personnel des douanes                        | 15 000                            |
| Règlement rétroactif pour 1942                                    | 414 762                           |
| Total dépenses                                                    | 1 439 576                         |

Ce budget fait apparaître la faiblesse des recettes réelles (impôts, monopoles, bénéfices des sociétés allemandes, fermes d'État etc.), le budget n'étant équilibré que par les subventions d'équilibre et des prêts à long terme couvrant le déficit. Côté dépenses, la contribution pour l'armée (660 000) est le poste le plus important. Ce budget n'intègre vraisemblablement pas les prélèvements directs de l'armée sur la population.

### Industrie
La doctrine nazie était initialement l’élimination de l’industrie et le développement de la seule extraction minière.
Les installations ayant été massivement détruites par les autorités ˈsoviétiques pendant la retraite de l’Armée rouge ceci correspondait à l'objectif.
Cependant, ce programme a été infléchi avec reconstructions pour les besoins de l’armée et de la fraction de la population « œuvrant dans l’intérêt commun ». Des machines ont été importées du Reich.
Les gisements de manganèse de Nikopol ont remis en exploitation, la production fin 1943 égalant celle de l’avant-guerre.
25 mines de charbon du Donetz sur 178 étaient encore en état. 60 000 prisonniers ont été requisitionnés assurant une production 40 000 tonnes par mois fin 1943.
à l’été 1942, la capacité du réseau électrique était réduite à 20 %. Le barrage de DniproHES détruit par les soviétiques lors de leur retraite est remis en service en janvier 1943.
Les mines de fer et les usines sidérurgiques sont remises en état mais la production reste très faible.
Des entreprises fabriquant des charrues, des faux et des tracteurs sont construites à Kharkov et à Rostov
Des petites fabriques artisanales sont réanimées : 1 million de chaussures sont livrées à l’armée et aux collaborateurs actifs.
Le rendement de l'exploitation industrielle et minière des territoires occupés par l'Allemagne est très faible.
| Rubriques                                                                  | Montant en millions de Reichmarks |
| -------------------------------------------------------------------------- | --------------------------------- |
| Liivraisons de matières premières et produits industriels vers l'Allemagne | 725                               |
| Travaux pour l’armée                                                       | 500                               |
| Matériel et charbon allemands livrés dans les territoires occupés          | -535                              |
| Solde net                                                                  | 690                               |

### Agriculture
Les quelques mois de chaos ayant suivi l'invasion ont permis la dissolution spontanée de kolkhoses et la suppression provisoire des livraisons obligatoires avant l'organisation des prélèvements et le rétablissement des exploitations collectives.
Dans son récit autobiographique, Babi Yar l’écrivain Anatoli Kouznetsov qui a vécu l’occupation s’étant réfugié dans un village aux environs de sa ville de résidence Kiev, rapporte les propos d’une paysanne ukrainienne à la fin de 1941

« Il n’y avait plus de kolkhozes […]. Il n’y avait plus d’administration, plus de parasites, de pique-assiettes, de planqués, de pistonnés, et les Allemands, une fois passés par ici, on ne les avait plus revus. Il y avait le village de Livinovka, il y avait de simples paysans et ils n’appartenaient ni aux seigneurs, ni aux Soviets, ni aux Allemands. Aussi chacun s’était-il mis à vivre selon son entendement. Tout autour les champs n’avaient pas été moissonnés et chacun s’était choisi une parcelle, avait fait la moisson, déterré des pommes de terre, fait une réserve de foin. Et surtout, ils mangeaient, mangeaient, mangeaient […]. Ils faisaient des réserves pour des années à l’avance […]. Et personne n’interdisait rien, personne ne confisquait rien et personne ne vous envoyait nulle part »

— Anatoli Kouznetsov, Babi Yar, éditions Robert Laffont, 2011, p. 184
Par la suite, les Allemands n’avaient pas les moyens de surveillance de l’État soviétique pour mettre en œuvre le plan de la faim. Ils ne connaissaient pas la population, ignoraient les données de la moisson ou les planques et manquaient de personnel pour isoler les villes et les campagnes. Le hungerplan  qui a causé plus de 4 millions de morts, surtout dans les villes, n'a donc pas atteint, dans les campagnes, l’efficacité terrifiante de l'holodomor.
La question du maintien du maintien des fermes collectives ou du retour à la propriété privée des terres ou d’une formule intermédiaire a été débattue au sein de l’administration allemande. Otto Braütigam était favorable au démantèlement des kolkhozes espéré par les paysans. La complexité de l’opération et la difficulté du partage a amené à maintenir le statu quo sous une autre dénomination. La surface des lopins individuels a cependant été  augmentée.

L’agriculture souffre d’une pénurie de main-d’œuvre causée par la mobilisation des hommes valides dans l’Armée rouge, l’exode lors de l’invasion, aggravée ensuite par les déportations de main-d’œuvre et de matériel, la plupart des machines et équipements ayant été détruits ou emportés par les soviétiques ainsi que le bétail. Pour pallier ce manque du matériel un programme d'importation est mis en place (Ostackerprogramm) comprenant 7 000  tracteurs, 20 000 génératrices, 25 000  charrues, 3 000 000 lames à faux et des milliers de taureaux, de vaches pour repeupler les élevages. Ces importations qui étaient une faible compensation aux réquisitions avaient pour but, non de nourrir la population, mais d’assurer le ravitaillement des armées. 
La plus grande part des produits procurés par l’Allemagne revenait à l’armée. Les exportations vers l’Allemagne étaient inférieures aux quantités qui auraient été obtenues par la poursuite des accords commerciaux à la suite du pacte germano-soviétique. La distribution sur place correspond à l'approvisionnement des villes destiné pour l'essentiel aux collaborateurs travaillant pour l'occupant et au personnel administratif allemand, le reste de la population urbaine étant réduit à la famine.
| Années    | Récolte | Collecte | % collecté | Armée | Exportations | Distribution sur place |
| --------- | ------- | -------- | ---------- | ----- | ------------ | ---------------------- |
| 1941-1942 | 13 000  | 3 000    | 23         | 1 900 | 350          | 750                    |
| 1942-1943 | 11 700  | 4 800    | 41         | 2 750 | 630          | 1 450                  |
| 1943-1944 | 5 300   | 2 200    | 42         | 1 450 | 170          | 580                    |
| Total     | 30 000  | 10 000   |            | 6 100 | 1 150        | 2 750                  |

Le grain en Russie occupée en milliers de tonnes. Calculs effectués d’après les archives de Zentralhandelgesellschaft Ost (Z.H.O.) rectifiées.
D’après les statistiques allemandes, les livraisons de produits non agricoles auraient été de 725 000 000  Reichmarks, les exportations vers l’Est de 535 000 000  Reichmarks soit un solde de 19 000 000  Reichmarks.
L’apport net des territoires de l’est représente le septième de celui procuré par la France
D’après le programme allemand de 1943 (non réalisé), la part de la récolte réservée à la population rurale aurait été de 22 % (20 % pour les semences), à comparer avec le plan russe de 1938 très défavorable pour les ruraux de 27 % pour la population (semence 18 %).

,

## Travailleurs déportés
Les plans initiaux lors du lancement de l’opération Barbarossa ne prévoyaient pas l’envoi de citoyens soviétiques en Allemagne.
Cependant, dès septembre 1941, le ministre du Travail demande l’autorisation d’embaucher des Ukrainiens ou des Baltes pour les mines de charbon. Un programme de recrutement du 24 février 1942 prévoit ensuite l’envoi de 380 000 travailleurs dans l’agriculture et de 24 000  dans l’industrie.
Fritz Sauckel est nommé le 21 mars 1942 plénipotentiaire général à l’attribution de la main-d’œuvre. Plus d’un million de travailleurs sont envoyés en Allemagne au cours de l’été 1942. Les premiers départs furent à 80 % volontaires. Les partants étant entassés dans des wagons sans nourriture ni sanitaire, ces conditions connues de la population dissuadent les départs et imposent le recrutement par coercition à partir de 1943. Des rafles sont organisées avec séparation de mères de leurs enfants, des enfants de leur famille, parcage dans les marchés, les églises. La résistance à ces exactions entraine des contre-mesures allemandes : confiscation des récoltes, incendie de maisons.
3 800 000 civils soviétiques furent déportés au cours de la guerre dont 2 200 000 Ukrainiens et 1 160 000 Biélorusses.
Sauckel estimait nécessaire d’assurer un minimum vital aux déportés sans cruauté inutile « Même une machine ne marche que dans la mesure où je lui donne du combustible, de l’huile et où je l’entretiens. Combien d’autres conditions doivent être remplies lorsqu’il s’agit d’un être humain, même si c’est un primitif de race inférieure ! »
Leurs conditions de vie étaient donc moins mauvaises que celles des prisonniers (condamnés dans leur grande majorité à la mort en l’absence de ravitaillement et d’abri) mais la nourriture était insuffisante, l’hébergement déficient et les déportés étaient privés de soins médicaux.
La majorité fut affectée à des entreprises privées sous surveillance SS.
Au 30 juin 1944, 725 000  étaient affectés dans l’agriculture, 93 000 dans les mines, 350 000  dans l'industrie, 122 000 dans les chemins de fer.

## Bilan

### Victimes soviétiques et destructions

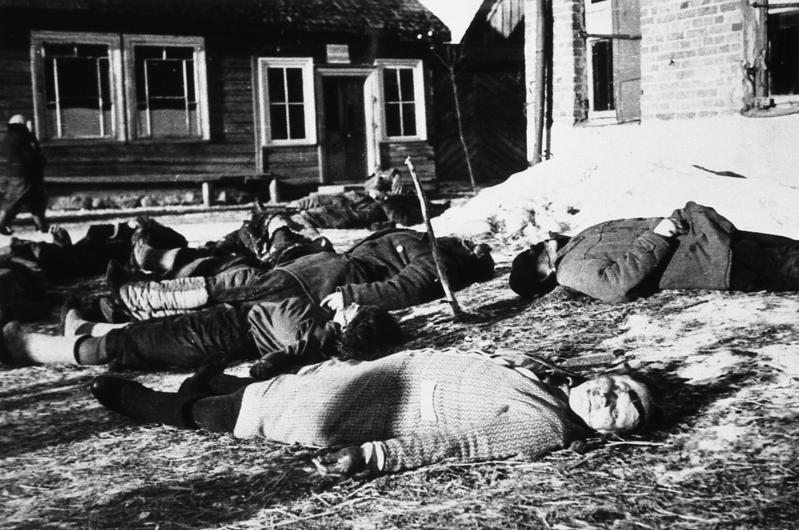
Civils massacrés près de Minsk

D'après des études qui ne peuvent donner que des évaluations, sur 13,7 millions de morts dans les territoires occupés, 4,5 millions sont des victimes intentionnelles (exécutions et exactions) dont 2,6 millions de juifs exterminés, environ 3 millions de prisonniers sont morts de faim, 4,1 millions de civils morts de famine et de maladies infectieuses dues à la sous-alimentation (6% de la population totale mais une proportion beaucoup plus élevée dans les villes) et 2,1 millions de déportés seraient morts en Allemagne.
Ces pertes comprennent celles des territoires annexés, 600 000 dans les pays baltes, 1,5 million en Pologne orientale dont 1 million de victimes de la Shoah.
1700 villes ont été détruites en partie ou totalement, 6 millions de logements ont été anéantis faisant 25 millions de sans-abris. 30 000 établissements industriels, 98 000, kolkhozes ont été affectés, 7 millions de chevaux, 20 millions de porcs, 27 millions de moutons ont disparu, le réseau ferroviaire est dévasté.

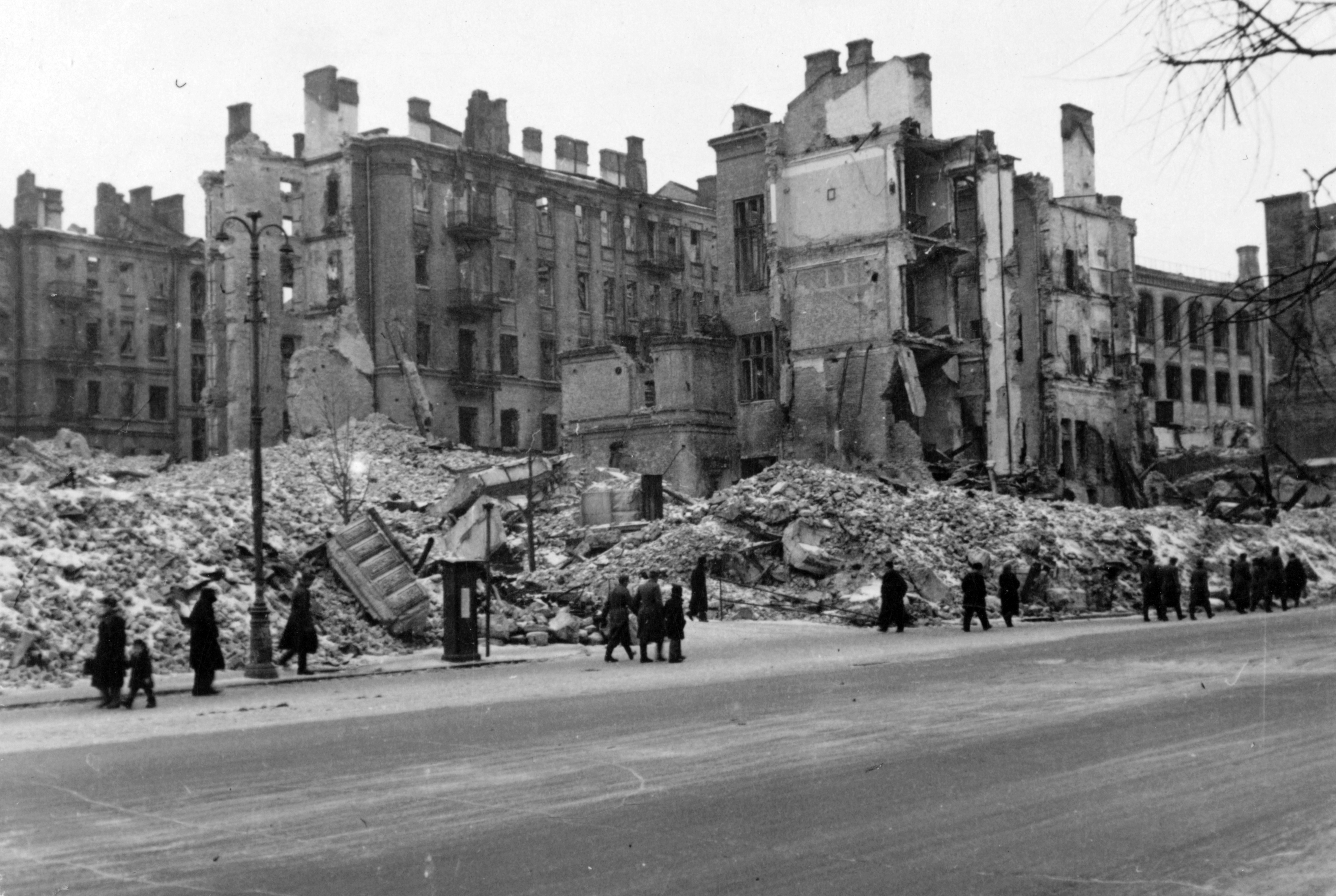
Immeubles détruits à Kiev
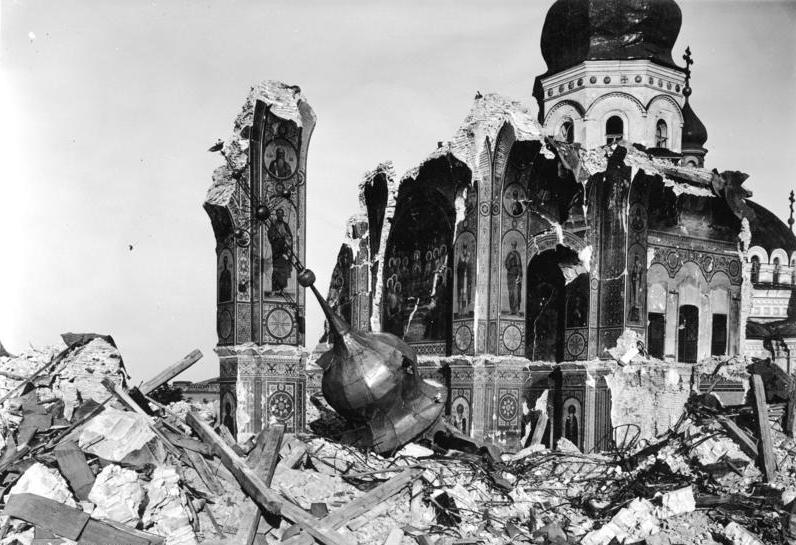
Ruine de la cathédrale de Kiev en 1942
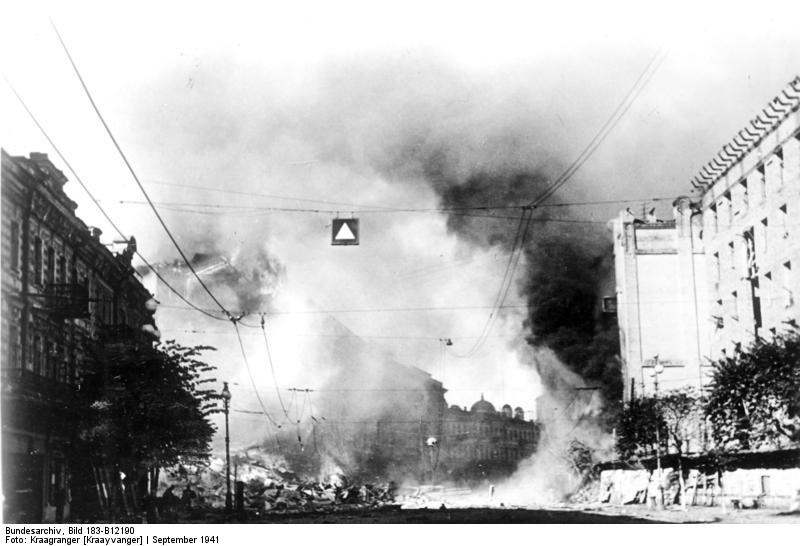
Incendie de la rue principale de Kiev en 1941

### Pour les occupants
Pour l'Allemagne nazie, l'occupation est un échec à tous points de vue ;
- politique, car les occupants n'ont pas su - plus exactement pas voulu, Hitler ayant donné la préférence aux idéologues racistes les plus extrêmes sur les dirigeants nazis plus réalistes - profiter de la bienveillance d'une partie de la population, particulièrement les Ukrainiens, qui accueillait les envahisseurs comme des libérateurs devenant ensuite très majoritairement hostile.
- économique, l'exploitation des territoires envahis n'ayant rapporté qu'1/7 de celle de la France[50].

## Après la guerre
Après l'arrivée de l'Armée rouge dans les villes, le NKVD recueillait des dénonciations et de nombreux civils étaient interrogés. Beaucoup de ceux suspectés de collaboration avec l'occupant étaient pendus. 

« La première fois que je vis pendre des gens, ce ne fut pas sous l’occupation allemande, mais une fois le pouvoir soviétique rétabli. Des gibets furent dressés sur les places de Kiev, chacun portant cinq à huit nœuds coulants. On pendait les Ukrainiens et les Russes qui avaient collaboré avec les Allemands et n’avaient pas réussi à disparaître. […] On les laissait là longtemps pour l’édification du peuple. »

— Anatoli Kouznetsov, Babi Yar, éditions Robert Laffont, 2011, p. 425
4 200 000 anciens prisonniers et travailleurs déportés sont interrogés à leur retour, d'avril 1945 à février 1946, dans 150 camps de filtrations. 2 500 000 sont autorisés à rentrer chez eux (75 % des civils, 18 % des ex-prisonniers), 800 000 (43 % des prisonniers, 5 % des civils)  sont versés dans l’armée affectés à des tâches de reconstruction pour 3 ans, 600 000 (23 % des prisonniers, 10 % des civils) affectés à des bataillons de reconstruction pour 5 ans. 360 000 dont 110 000 civils et 250 000 prisonniers sont condamnés à une peine de camp ou de relégation. 42 000 sont condamnés à mort non compris les exécutions sommaires.
Les habitants ayant vécu sous l'occupation, y compris ceux n'ayant pas collaboré sont catalogués dans les formulaires comme « citoyens ayant vécu sous l'occupation » de troisième catégorie, leur interdisant l'accès à certains fonctions et ne passeront en deuxième catégorie qu'après la mort de Staline en 1953.

## Galerie

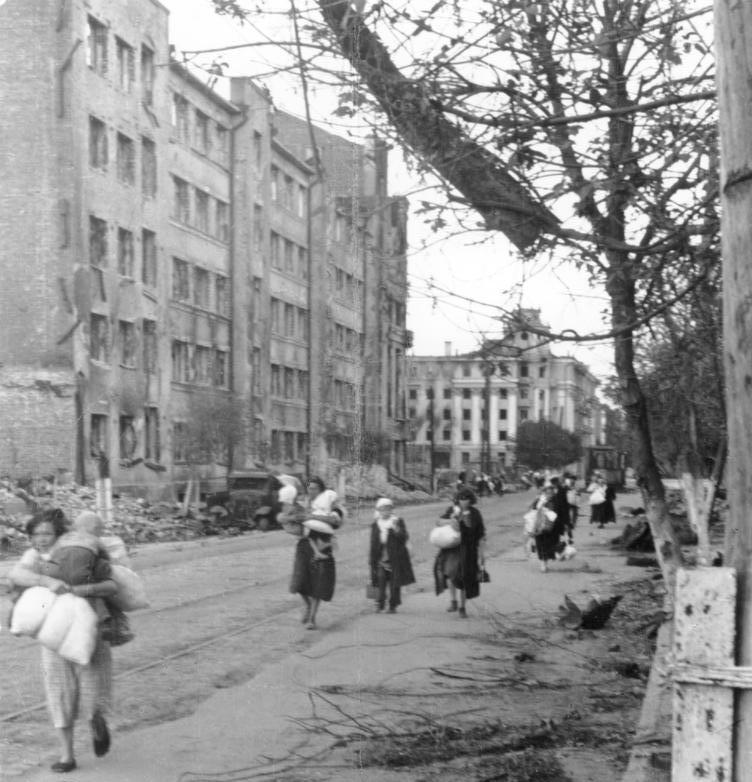
Civils russes
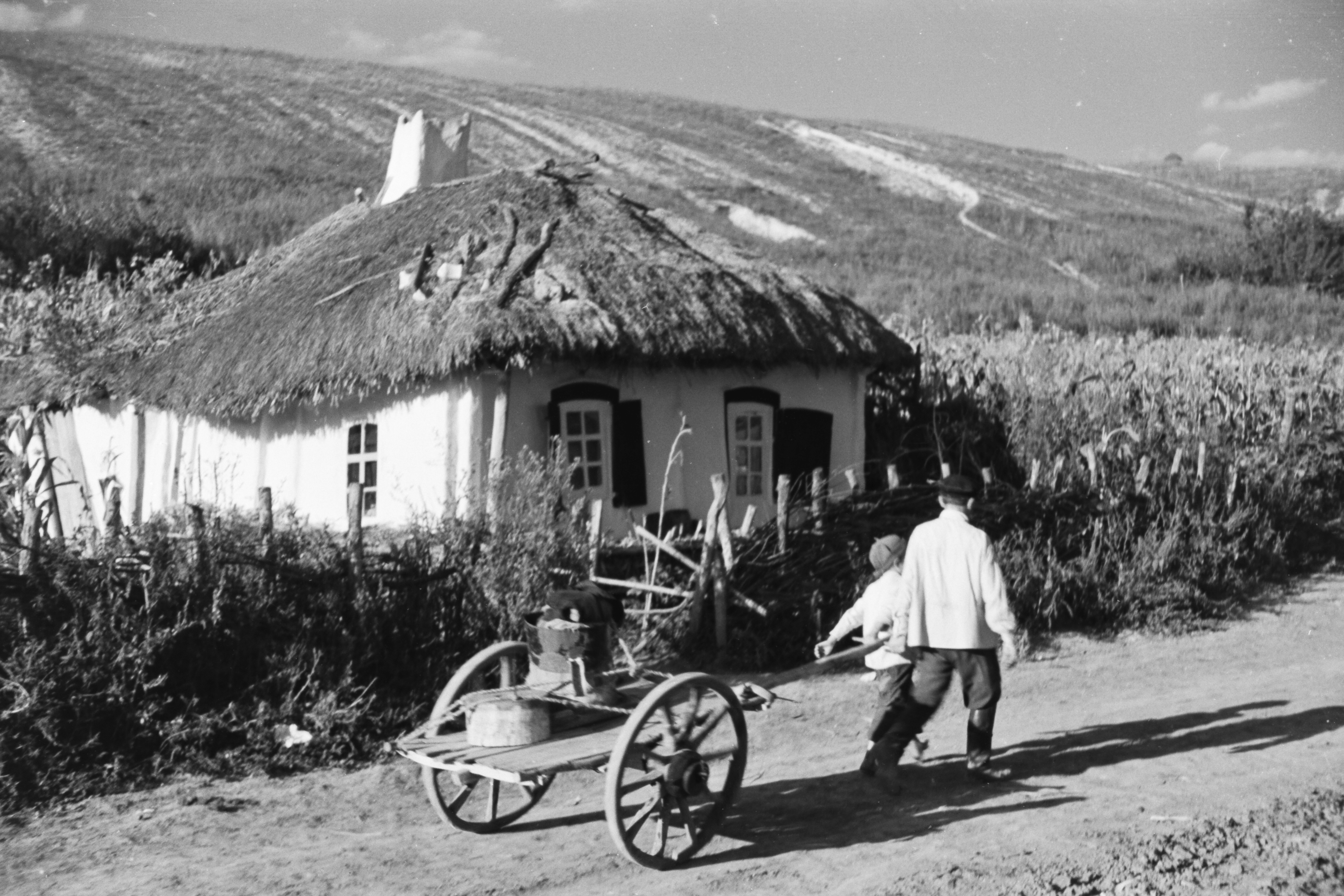
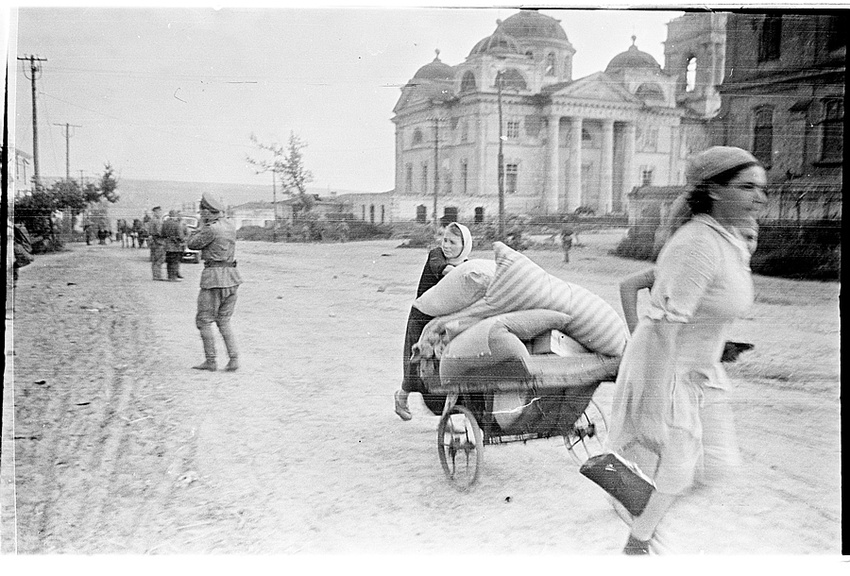
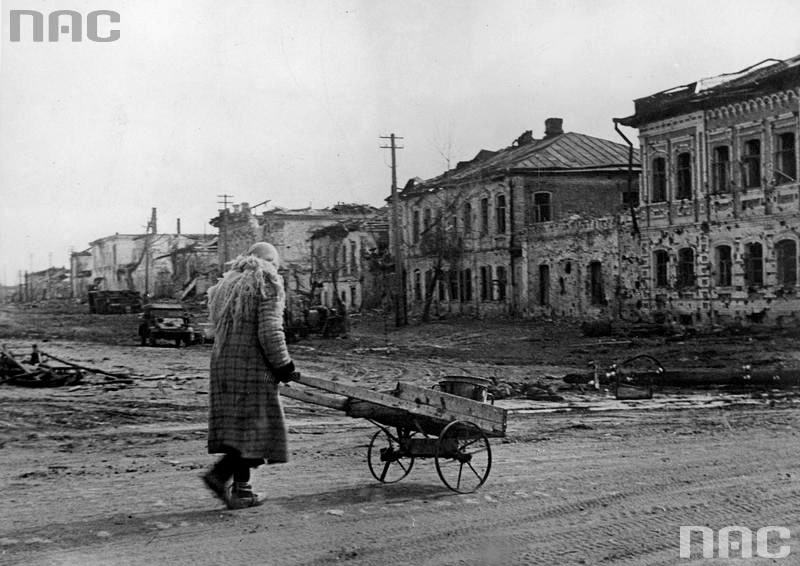
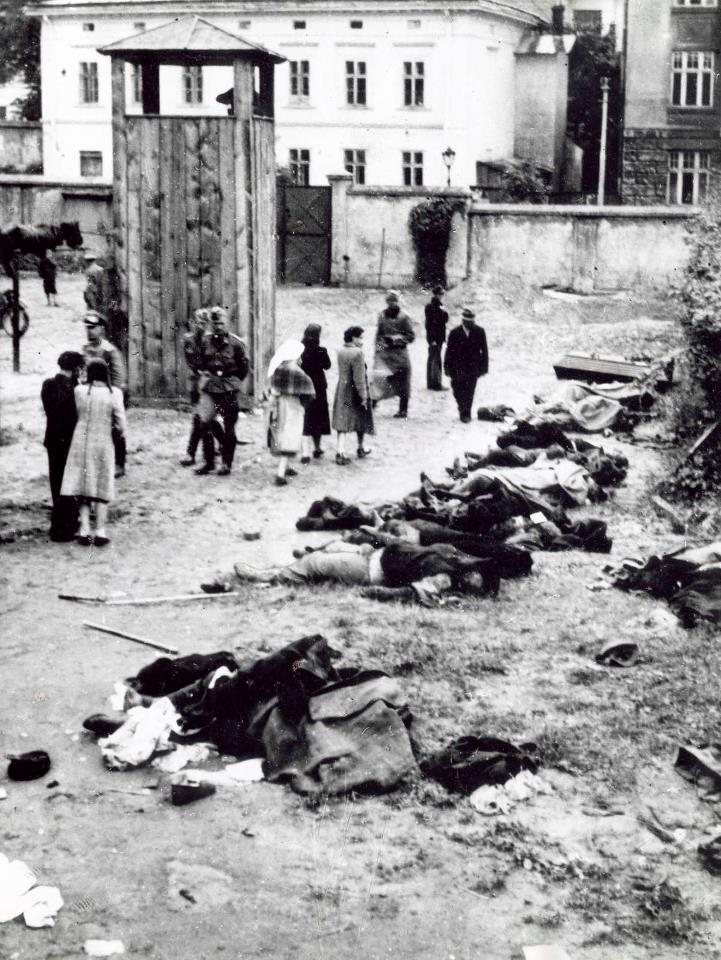
Lviv en 1941